# BINUB
De Bureau Intégré des Nations Unies au Burundi (BINUB), was een vredesoperatie van de Verenigde Naties in Burundi. Het mandaat werd op 25 oktober 2006 in resolutie 1719 van de Veiligheidsraad gegeven.
BINUB was de opvolger van ONUB, waarvan het mandaat op 31 december 2006 afliep.

## Medaille
De Secretaris-generaal van de Verenigde Naties stelde geen Medaille voor Vredesmissies van de Verenigde Naties in voor de deelnemers aan BINUB. In plaats daarvan krijgen de deelnemers de United Nations Medal. Deze medaille wordt aan militairen en politieagenten verleend. Voor ONUB werd de ONUB Medaille ingesteld.